# 上山滿兼
上山滿兼（生年不詳－1580年）是安土桃山時代武將。上山城城主。父親是武衛義節。初名武衛義政。別名是里見滿兼。

## 出自
上山氏是天童氏的分族，因此亦以里見為姓。滿兼亦是天童氏的協力，從祖父一代就稱武衛氏，滿兼自己亦以「武衛義政」為名。

## 生平
滿兼娶了中野義清的女兒（最上義守的妹妹）而與最上氏結為姻親，而與本家天童氏亦有連結。而且努力與從曾祖父義房一代開始就敵對的伊達氏改善關係，通過這些行動來謀求領內的安定。在天正最上之亂中，最初支援最上義光，但是隨著義守方的援軍伊達軍向上山附近的樽下進軍時背叛義光方並允許伊達軍通過，因此與最上義光對立。在和議被破壞後的天正6年（1578年），滿兼與伊達輝宗連合並攻擊最上氏，最上方受到很大損害，因此滿兼被義光警戒著。滿兼身為天童氏的分族，所以亦是最上八楯之一。天正5年（1577年），天童和最上之間爆發戰鬥時建立和議，滿兼與天童、伊達等反義光勢力連結而被義光警戒。天正8年（1580年），受到最上家家臣氏家守棟、谷柏直家等計略影響，滿兼的重臣和一門里見義近、里見民部親子成為義光的內應。民部把自己一族‧滿兼派的里見內藏助殺害，滿兼被義光攻擊。里見民部從內部攻撃並討取滿兼。上山城城主被里見民部奪去，後來以上山里見氏的形式存續。
後來里見民部因為最上義康被謀殺而遭到問罪而被殺害。而里見內藏助的遺兒里見元勝為報父仇而殺死很多民部一族的族人，之後仕於伊達家。